# Estany Blau (Angostrina)
L'Estany Blau, o Estany Gran de la Portella d'Espanya, és un estany del Pirineu, situat en el terme comunal d'Angostrina i Vilanova de les Escaldes, a l'Alta Cerdanya, de la Catalunya del Nord.
És a 2.395 metres d'altitud, entre el Puig Peric, que fa 2.810 metres d'altitud, i el Puig de la Cometa, de 2.763 metres. Té a llevant seu el Petit Estany Blau i a ponent l'Estany de la Grava.
S'hi pot accedir a peu des de l'Estany de Lanós i des de la vall d'Orlú. L'Estany Blau és un indret visitat habitualment per les rutes excursionistes del sector nord del Massís del Carlit.